# Junonia basifusca
Junonia basifusca är en fjärilsart som beskrevs av Gustav Weymer 1890. Junonia basifusca ingår i släktet Junonia och familjen praktfjärilar. Inga underarter finns listade i Catalogue of Life.